# Ацагатський дацан

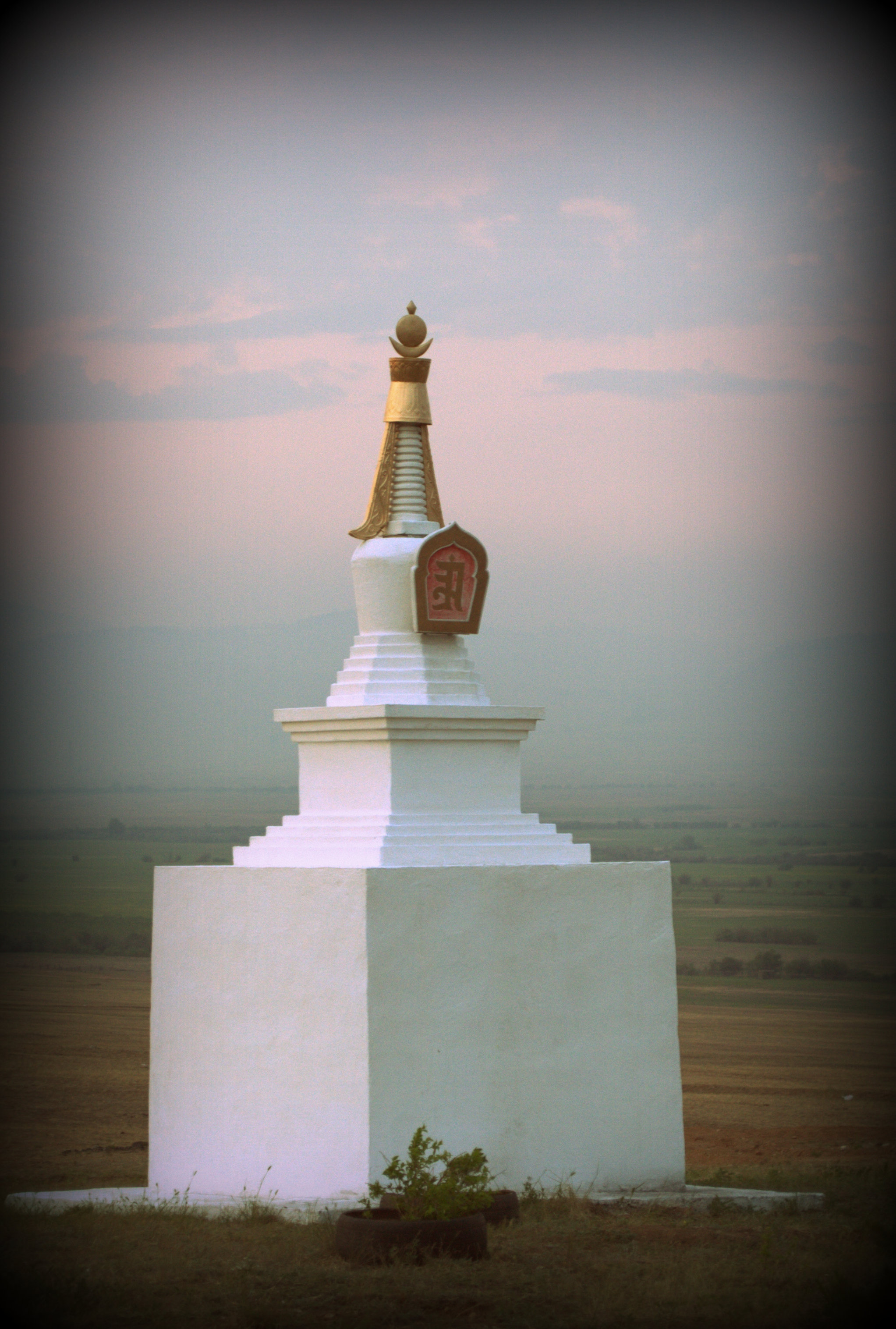
Ступа

Ацагатський дацан (бур. Асагадай дасан, Гандан Даржалинг) — буддійський монастир школи Гелуг, розташований на західній околиці села Нарин-Ацагат Заіграєвського району Бурятії. У минулому мав й іншу назву — Курбінський дацан. Належить до буддійських незалежних об'єднань Бурятії.

## Історія
Дацан був заснований в 1825 році (іноді вказується 1824 рік) біля річки Шулута, поблизу улусу Нарин-Ацагат, в місцевості Боро-Тоонтой. Перший дерев'яний храм-суме був побудований без офіційного дозволу. У 1831 році тайши хорі-бурятів звернувся до Іркутського губернатора з проханням дозволити діяльність дацану. 5 травня 1831 року губернатор дозволив відправлення релігійного культу в Курбінському, або Ацагатському дацані.
До 1841 року були побудовані Цогчен-дуган (головний соборний храм), Дара-Ехин суме, Хурдин суме.
У 1840 році в дацані перебувало 17 лам, в 1841 році — 28 лам і хувараків, з них 1 — комплектний лама, 21 — служивих і 6 хувараків. Територія приходу дацану простягалася від східних кордонів міста Верхньоудинск, місцевості Дабата, далі по обох берегах річки Уди аж до річки Худан. Прихід дацану до кінця XIX століття становив понад 4 тисячі 700 осіб.
Спочатку дацан розташовувався в незручному місці — у вологій низині. 19 вересня 1868 року парафіяни подали прохання уряду про будівництво нового, кам'яного монастиря в іншому місці. 26 березня 1877 року було подано повторне прохання. Після дослідження запропонованої місцевості, 14 квітня того ж року було отримано дозвіл на будівництво нових будинків дацану на горі, в трьох верстах від старого, в місцевості Енгер-Тугла.

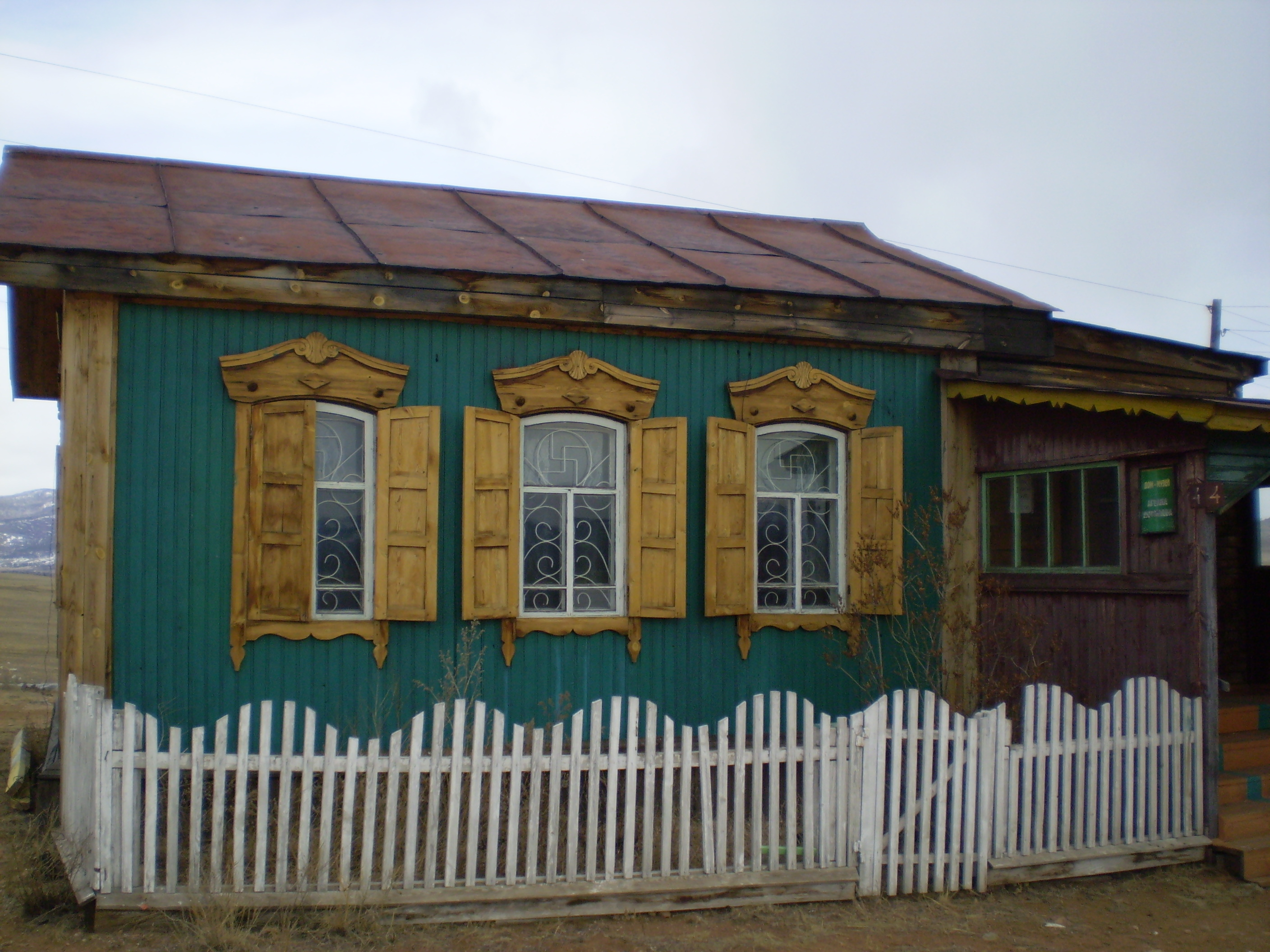
Дім-музей Агвана Доржієва

### Будівлі та споруди дацану

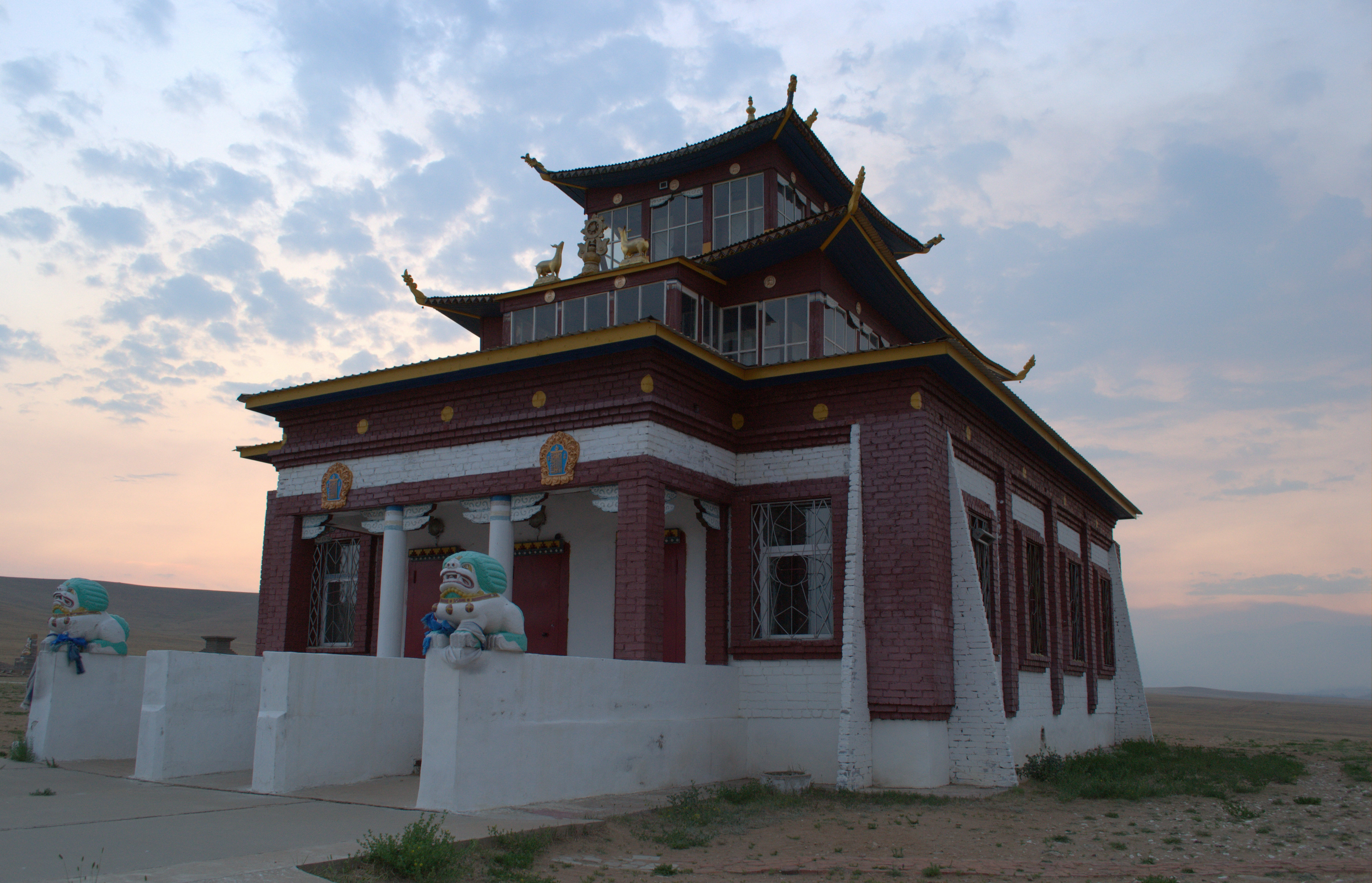
Цогчен-дуган

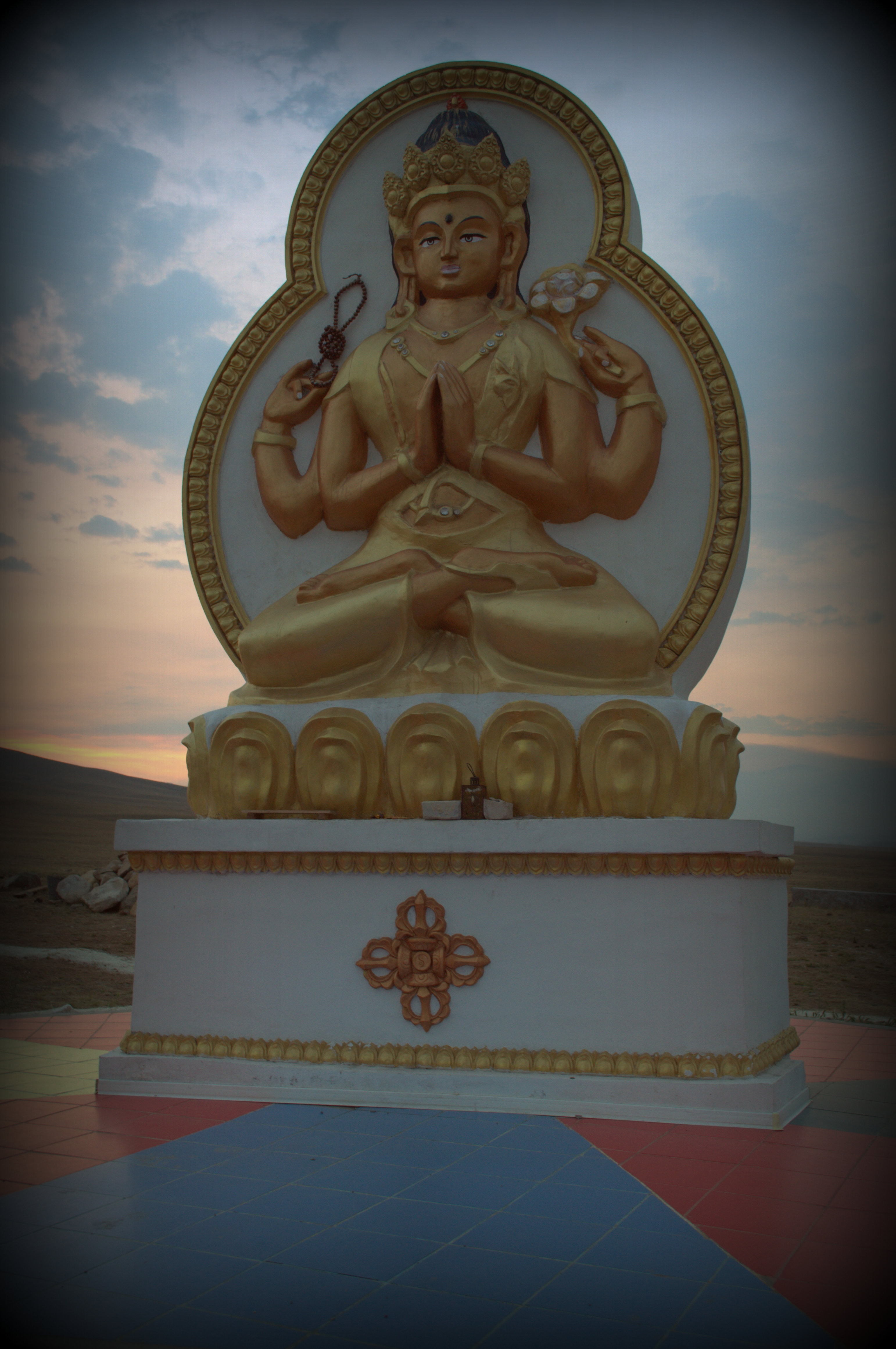
Будда

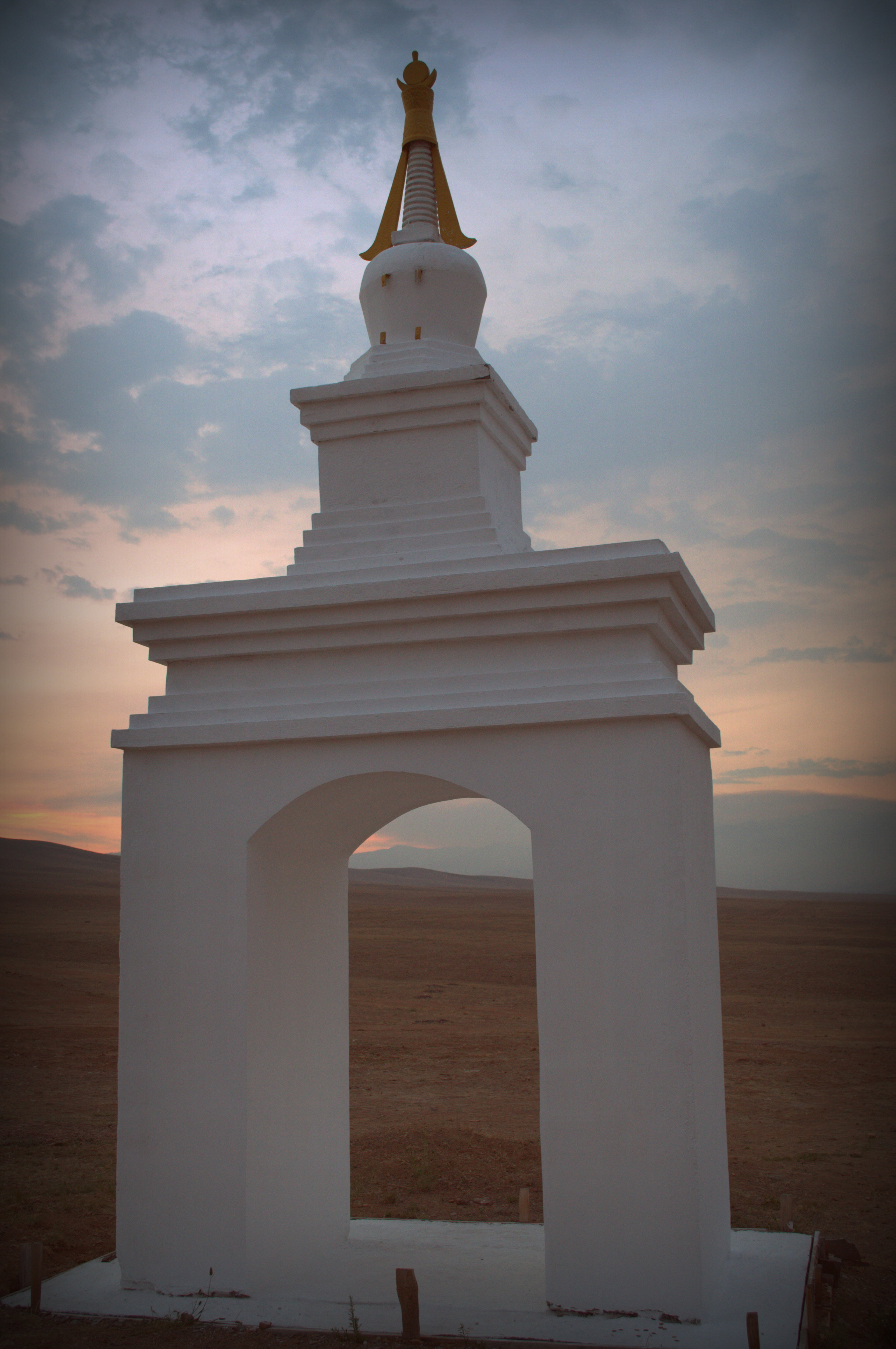
Ступа

На новому місці був побудований Цогчен-дуган — головний соборний храм. Триповерхова будівля поєднувала тибетські і китайські архітектурні стилі: перший поверх був кам'яним — в тибетському стилі, другий і третій поверхи дерев'яними — в китайському стилі.
До 1875 року в дацані була 21 буддійська танка на тканині, в бібліотеці було 325 томів канонів «Ганджур» і «Данжур», а також 16 томів твору «Юм».
У 1880 році парафіяни звернулися до губернатора з проханням перенести дерев'яні будівлі двох суме, що залишилися на старому місці. Дозвіл було видано 8 липня 1882 року.
20 червня 1891 року дацан відвідав цесаревич Микола Олександрович, який повертався із навколосвітньої подорожі. На згадку про його перебування на місці, де стояв намет, в 1897 році було побудовано суме Цаган-Дара Ехе. Це була дерев'яна двоповерхова будівля, на той час — найбільша будівля дацану — довжина його стін становила 14 сажнів. У суме розташовувалася школа богослов'я Чойра.
На початку XX століття був побудований Джуд-дуган. Дерев'яна будівля розташовувалася на північ від Цогчен-дугана, за огорожею монастиря.

### Друкарня дацану
Друкарня в дацані виникла, ймовірно, у другій половині XIX століття. Тут видавалося 46 найменувань книг тибетською мовою і 47 — монгольською. Крім книг, друкарня друкувала ксилографічні відбитки зображень бурханів і хий морін.
Дерев'яне приміщення друкарні збереглося до теперішнього часу — воно розташоване на північний схід від огорожі монастиря.

### Школа тибетської медицини
У 1911 році в дацан переїхав 11-й Пандіто Хамбо-лама Чойнзон-Доржи Іролтуєв, який вийшов у відставку. Після цього монастир став великим центром тибетської медицини. Для медичної школи був побудований Мамба-дуган — невелика дерев'яна будівля, вкрита залізним дахом. Спочатку в школі було близько 50 учнів. У 1920-1930-тих роках був побудований лазарет, будівля медичної школи, а також господарські будівлі — комори, лазні тощо. Приміщення лікарні були оснащені телефонним зв'язком.
Викладачів запрошували з Монголії. Лікарські препарати привозилися з Китаю і Монголії, ченці також заготовляли місцеві лікарські трави. У 1926 році з Цугольського дацану в Ацагатський був переданий Атлас тибетської медицини.
В середині 1920-тих років лами дацану пропонували на базі школи Мамба створити республіканську школу тибетської медицини.
На початку 1930-тих років поблизу Ацагатського аршана (мінерального джерела) будувалися приміщення для лікарень, планувалося будівництво будинку для влаштування ванни, придбання житлових будинків і перенесення їх на джерело, ремонт раніше споруджених будівель.

### Радянський період
У жовтні 1922 року в Ацагатському дацані пройшов перший духовний з'їзд буддистів двох Бурят-монгольських автономних областей — Далекосхідної республіки і РСФСР. На з'їзді були прийняті: «Положення про управління духовними справами буддистів в Сибіру» і «Статут внутрішнього життя ченців в буддійських хідах (бур. хиид — „монастир“, „дацан“) Сибіру». Був створений центральний орган адміністративного управління ламаїстської церкви Бурятії — Центральну духовну раду (ЦДС).
17 грудня 1925 року ЦВК і РНК Бурят-Монгольської АРСР прийняли постанову про актуалізацію декрету радянської влади про відділення церкви від держави і школи від церкви (1918). Відповідно до цієї постанови, вся власність дацанів переходила до держави. Школа тибетської медицини і лами були обкладені податками.
Починаючи з 1927 року, сходознавець і буддолог Є. Є. Оберміллер кожне літо проводив в Ацагатському дацані, де у взаємодії з ламами вивчав тибетські переклади індійських філософських творів буддійської традиції і коментарі до них.
Навесні 1933 року поряд з дацаном був утворений міліцейський радгосп, який почав використовувати землі монастиря. При радгоспі був відкритий будинок для безпритульних.
15 серпня 1936 року Ацагатський дацан був ліквідований постановою Улан-Уденської міської ради. Були втрачені два суме і Джуд-дуган, зруйновані монастирські стіни, ступи-субургани, перебудовані будівлі Цогчен-дугана і Чойра-дугана. Будівлі перейшли до Згурівського дитячого будинку, створеного по шкільному типу на базі розформованої трудовій колонії НКВС для малолітніх злочинців. До 1941 року Згурівський дитячий будинок був розрахований на 230 дітей.

## Відновлення дацану
У 1991 році Ацагат відвідав Далай-лама XIV, який благословив відродження монастиря і освятив місце майбутнього будівництва дацану. У 1992 році дацан був відновлений на новому місці, біля схилу гори Тамхітин даба. 6 листопада 1992 року була проведена перша служба.
У 1999 році при дацані був відкритий будинок-музей Агвана Доржієва. 1 березня 1999 року музею було надано статус республіканського державного музею.